# James Henry Fleming
James Henry Fleming (Toronto, 5 de julio de 1872 – 27 de junio de 1940) fue un ornitólogo canadiense. Su padre era escocés, y tenía sesenta años cuándo su hijo nació. James se interesó por las aves a la edad de 12. Fue un miembro asociado del Real Instituto Canadiense a los 16. En 1916, se hizo socio de socio  de la Unión Ornitológica Americana (AOU), y a los 21 era miembro asociado. Finalmente, llegó a ser su presidente de 1932 a 1935. Su reputación  como un ornitólogo estuvo reconocido en muchas maneras. El Museo Nacional de Canadá le hizo conservador del museo honorario en ornitología en 1913. Fue elegido Miembro de Imperio británico  de la Unión Ornitológica Británica ; Miembro Correspondiente de la Sociedad Zoológica de Londres; y Membre d'Honneur Étranger de la Sociedad Ornitológica y de Mamíferos de Francia.
Fue un miembro honorario (pero activo) miembro del Club Brodie de Toronto; un miembro honorario del Club Ornitológico de Toronto; Vicepresidente honorario del Club de  Naturalista de Campo de Toronto; y en 1927, fue nombrado conservador honorario del Real Museo de Zoología de Ontario. A lo largo de su vida reunió una vasta colección de especímenes, más de 32,000, y una gran biblioteca ornitológica considerada una de las bibliotecas privadas más grandes  y representativas del momento.  Esta colección fue cedida al Museo Real de Ontario tras su fallecimiento.